# 로저 글로버
로저 데이비드 글로버(영어: Roger David Glover, 1945년 11월 30일 ~ )는 영국 웨일스의 베이시스트, 작곡가, 음악 프로듀서이다. 그는 하드 록 밴드 딥 퍼플과 레인보우의 멤버로 가장 잘 알려져 있다. 2016년 4월 로큰롤 명예의 전당에 헌액되었다.

## 어린 시절
웨일스 브레콘 근처에서 태어난 글로버는 9살 때 가족과 함께 런던의 사우스켄싱턴 지역으로 이사했다. 그 무렵 그의 관심은 록 음악으로 옮겨가기 시작했고, 그가 13살이 되었을 때 그는 기타를 연주하기 시작했다.
그는 나중에 북런던 지역인 피너로 이사를 갔고, 해로 카운티 스쿨 포 보이즈에서 친구들과 함께 첫 밴드인 매디슨을 결성했고, 이 밴드는 경쟁 밴드와 합쳐져 에피소드 식스가 되었고, 이 밴드는 나중에 글로버의 미래 딥 퍼플 밴드 동료인 보컬리스트 이언 길런이 합류했다. 그리고 두 사람은 1969년 에피소드 식스를 떠나 딥 퍼플에 합류했다.

## 딥 퍼플 및 솔로

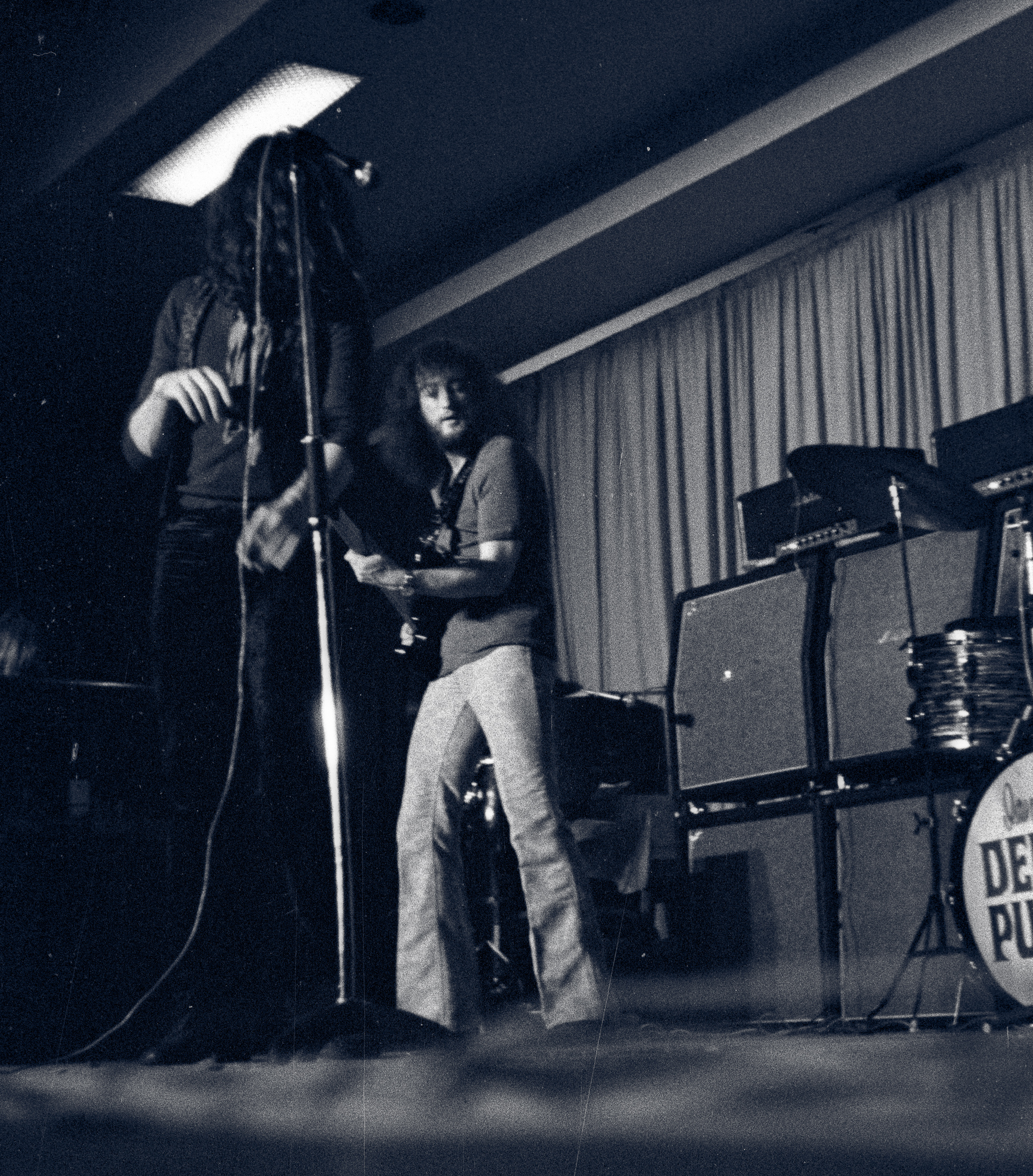
로저 글로버 (1970년)

글로버는 딥 퍼플과 함께 4년을 보냈고, 그 기간 동안 밴드는 《Deep Purple in Rock》, 《Fireball》, 《Machine Head》, 《Who Do We Think We Are》, 라이브 음반 《Made in Japan》의 음반에서 가장 성공적인 발매를 보았다. 그는 밴드의 상징적인 〈Smoke on the Water〉 노래의 제목을 개발하여 이언 길런이 작곡한 노래의 가사에 영감을 준 것으로 인정받고 있다. 글로버는 제네바 호수에서 일어난 유명한 화재 이틀 후 꿈에서 깨어났을 때 이 제목이 떠올랐다고 말했다. 그는 그 제목을 좋아했지만, 처음에 그는 그것이 마약 노래처럼 들린다고 생각했기 때문에 그 밴드가 그것을 사용하도록 하는 것을 꺼렸다. 글로버는 또한 기타 리프를 〈Maybe I'm a Leo〉로 개발했는데, "저는 존 레논의 〈How Do You Sleep?〉을 듣고 〈Maybe I'm a Leo〉로 리프를 썼습니다."
글로버는 존 로드의 첫 솔로 음반인 《Gemini Suite》 (1971년)에 베이스를 기부했고 베이스 활동의 주요 솔로 연주자였다.
글로버는 1973년 여름 밴드의 두 번째 일본 투어 이후 길런과 함께 딥 퍼플을 떠났다.
1970년대 내내 글로버는 주다스 프리스트, 나자레스, 엘프, 스테이터스 쿠오, 이언 길런 밴드, 데이비드 커버데일과 같은 그룹의 음반 및 또는 싱글을 제작했다.
1979년부터 1984년까지 그는 리치 블랙모어의 밴드 레인보우의 베이시스트, 작사가, 프로듀서로 그룹의 스튜디오 음반 4장을 작업했다.
1983년에 그는 다음 해에 발매된 그의 세 번째 솔로 음반인 《Mask》를 녹음했다.
딥 퍼플이 1984년 4월에 재결합했을 때, 글로버는 지난 30년 동안 그가 머물렀던 예전 밴드로 돌아왔다.

## 사생활
글로버는 두 번 결혼했고 세 명의 딸이 있다. 가장 나이가 많은 음악가인 질리언 글로버 (1976년생)는 그의 첫 번째 결혼에서 왔다. 그는 현재 아내와 두 딸과 함께 스위스에서 살고 있다.
2004년 ITV 심루 웨일스는 글로버에 관한 TV 스페셜을 방영했는데, 《로저 글로버 – 메이드 인 웨일스》 (크레이그 후퍼 제작)는 글로버의 어머니 브렌다와 그의 아내뿐만 아니라 동료 음악가 이안 길런과 이안 페이스의 인터뷰를 다루었다.

## 음반 목록

### 딥 퍼플
- Concerto for Group and Orchestra (1969년)
- Deep Purple in Rock  (1970년)
- Fireball (1971년)
- Machine Head (1972년)
- Made in Japan (1972년)
- Who Do We Think We Are (1973년)
- Perfect Strangers (1984년)
- The House of Blue Light (1987년)
- The Battle Rages On... (1993년)
- Purpendicular (1996년)
- Abandon (1998년)
- Bananas (2003년)
- Rapture of the Deep (2005년)
- Now What?! (2013년)
- Infinite (2017년)
- Whoosh! (2020년)
- Turning to Crime (2021년)

### 레인보우
- Down to Earth (1979년)
- Difficult to Cure (1981년)
- Straight Between the Eyes (1982년)
- Bent Out of Shape (1983년)